# Gideon Adlon
Gideon Adlon  (ur. 30 marca 1997 w Los Angeles) – amerykańska aktorka, która wystąpiła m.in. w filmie Strażnicy cnoty i serialu The Society. Jej matką jest Pamela Adlon, a dziadkiem Percy Adlon.

## Filmografia

### Filmy
| Rok  | Tytuł                         | Rola                | Uwagi |
| ---- | ----------------------------- | ------------------- | ----- |
| 2018 | Strażnicy cnoty               | Sam                 |       |
| 2019 | Mustang                       | Martha              |       |
| 2019 | Skin in the Game              | Haley               |       |
| 2020 | Szkoła czarownic: Dziedzictwo | Frankie             |       |
| 2021 | Polowanie na czarownice       | Claire              |       |
| 2022 | Sick                          | Parker              |       |
| 2023 | Legion of Super-Heroes        | Phantom Girl (głos) |       |

### Telewizja
| Rok     | Tytuł                                     | Rola                    | Uwagi               |
| ------- | ----------------------------------------- | ----------------------- | ------------------- |
| 2011    | Louie                                     | Amy                     | 1 odc.              |
| 2016    | Dziewczyna poznaje świat                  | Felicity                | 1 odc.              |
| 2016    | Lepsze życie                              | Gina                    | 1 odc.              |
| 2017    | American Crime                            | Tracy                   | 2 odc.              |
| 2017    | Zabójcze umysły                           | Katie Hammond           | 1 odc.              |
| 2017    | When We Rise                              | nastoletnia Annie Jones | 1 odc.              |
| 2019    | The Society                               | Becca Gelb              | w gł. obsadzie      |
| 2020    | Day by Day                                | Jacqueline              | 1 odc.              |
| 2020    | Spoza układu                              | Lydia (głos)            | 1 odc.              |
| 2021-22 | Pacific Rim: The Black                    | Hayley (głos)           | w gł. obsadzie      |
| 2022    | The Thing About Pam                       | Mariah Day              | miniserial, 6 odc.  |
| 2022    | Wojowniczy kociak                         | ZaZa Royale (głos)      | 7 odc.              |
| 2022    | Better Call Saul presents: Slippin' Jimmy | Dawn Marie (głos)       | krótkometr., 2 odc. |
| 2023    | Shape Island                              | Circle (głos)           | 8 odc.              |